# Джозеф Вілсон Свон
Джозеф Вілсон Свон (англ. Joseph Wilson Swan; 31 жовтня 1828 — 27 травня 1914) — англійський хімік і фізик, член Лондонського королівського товариства, один з винахідників лампи розжарювання.
Почав працювати над лампою розжарювання з вуглецевою ниткою в 1850 році, у 1860 продемонстрував перші результати й отримав патент, однак труднощі в отриманні вакууму привели до того, що лампочка Свона працювала недовго і неефективно. П'ятнадцятьма роками пізніше Свон повернувся до роботи над лампою, отримав новий патент в 1878 році й публічно продемонстрував робочу лампочку в лютому 1879 року в Ньюкаслі. У тому ж році почалася установка електричного освітлення в будинках Англії. Зниження кількості залишкового кисню в колбі призвело до можливості доводити нитку до розжарення, при цьому вона не запалювалась.
Інше значне досягнення Свона пов'язане з фотографією: в 1879 році він запатентував так званий карбоновий друк, який забезпечує довговічність фотографій, що перевершує альбуміновий друк. Пізніше цей же принцип використовувався в першій технології кольорового пігментного фотодруку, винайденого в 1868 році.
У 1904 році Свон був зведений в лицарі Едуардом VII.